# Бондаренко, Александр Викторович (политик)
Александр Викторович Бондаренко (укр. Олександр Вікторович Бондаренко; род. 22 января 1987 года, Харьков) — украинский политик, экономист, предприниматель. В 2019—2020 годах — председатель Днепропетровской областной государственной администрации.

## Образование
Окончил Киево-Могилянскую академию (экономика и предпринимательство), квалификация «Бакалавр финансов» (с отличием) и «Финансы», квалификация «Магистр» (с отличием). Окончил аспирантуру Киево-Могилянской академии по направлению «Финансы».
Выпускник управленческих программ Kyiv-Mohyla Business School, программы DYB Ukraine, а также IEDC Bled School of Management.
Проходил стажировку в Швеции по программе развития частного сектора экономики Strategic Business Management (SIDA) для топ-менеджмента компаний и лидеров общественного сектора развивающихся стран Европы.
Выпускник исполнительной программы Strategic Marketing при Kellogg School of Managemen. www.kellogg.northwestern.edu. Дата обращения: 25 февраля 2021.t at Northwestern University в Чикаго, США.
Прошел Программу Парламентской стажировки USAID в Верховной Раде при комитете финансов и банковской деятельности, а также в Счётной Палате Украины.
Окончил программу молодых лидеров общественного сектора Young Leaders Exchange Program US-Ukraine Foundation в Вашингтоне, США.
В октябре 2019 года прошел курсы повышения квалификации Украинской школы управления по общей краткосрочной программе «Организация деятельности председателей областных государственных администраций в условиях реформ».
В октябре 2020 года прошел обучение в UCGA. ucga.com.ua. Дата обращения: 25 февраля 2021. (Украинская академия корпоративного управления).
Выпускник международной программы Государственного управления сингапурского университета Ли Куан Ю — Lee Kuan Yew School of Public Policy

## Трудовая деятельность
С 2021 года — Директор Бюро инвестиционных программ. Организация занимается сопровождением инвестиций, развитием возобновляемой энергетики и государственно-частного партнерства.
2007—2008 годы — помощник Председателя Комитета финансов и банковской деятельности Верховной Рады Украины (Программа парламентской стажировки USAID), г. Киев.
В течение 12 лет работал в ряде производственных компаний, занимал ведущие должности. Среди них: британско-нидерландский концерн Unilever, украинско-болгарский производитель PIRANA и завод VERDANI.
С 2017 года — соучредитель и руководитель нескольких предприятий в сфере продуктов питания и ритейла.
Также является членом Advisory Board в ряде украинских компаний в индустрии Consumer Goods.
В 2019—2020 годах — председатель Днепропетровской областной государственной администрации.
С декабря 2020 года — депутат Днепропетровского областного совета VIII созыва, член бюджетного комитета.

### Председатель Днепропетровской ОГА
13 сентября 2019 года назначен председателем Днепропетровской ОГА.
17 декабря 2019 года Александр Бондаренко представил Программу стратегии развития области. adm.dp.gov.ua. Дата обращения: 25 февраля 2021.. Основными направлениями были определены строительство аэропорта, привлечения инвестиций, экологические программы, которые позволят снизить вредные выбросы в воздух, а также ремонт дорог, школ, детских садов и больниц, SMART-проекты, программа евро- и евроатлантической интеграции, и создание новых территориальных громад. На презентацию собрались более 600 гостей — руководители общин и городов области, общественные активисты, представители бизнеса.
16 сентября 2020 начато строительство нового современного аэропорта в Днепропетровске.
30 ноября 2020 года на базе Днепропетровской ОГА при участии Вице-премьер-министра по вопросам европейской и евроатлантической интеграции Украины Ольги Стефанишиной и главы представительства ЕС в Украине посла Матти Маасикаса был торжественно открыт Офис евроинтеграции Днепропетровской области.
В 2020 году в рамках областного проекта «Строительство 100+» при руководстве Александра Бондаренко было достроено более 70 объектов — 17 школ, 5 малых групповых домов, обустроены 22 амбулатории, возведены 13 приемных отделений, отремонтированы 8 больниц и построены 40 км новых водоводов.
Открыта самая большая спортивная арена области — Олимпийские резервы, вместе с министром молодежи и спорта Вадимом Гутцайтом. В комплексе можно проводить состязания в 60 олимпийских видах спорта. Это первый спортивный комплекс на Украине такого уровня, где можно проводить чемпионаты мира, Европы и различные международные соревнования.
Также по инициативе А. Бондаренко успешно реализован проект «Территория комфорта» — 11 новых парков и скверов в области и первый инклюзивный парк для детей в г. Кривой Рог.
Отремонтировано 4 моста и 320 км дорог, в частности, автодороги Свободное — Гвардейское, Ивановка — Радостное, Васильковка — Николаевка, Просяная — Великомихайловка.
В 2020 году по инициативе А. Бондаренко в рамках программы «С уважением к воинам» за счет областных и государственных средств профинансирована покупка 67 квартир для участников АТО/ООС.
На местных выборах 2020 года баллотировался по седьмому округу Днепропетровской области в областной совет — победил на округе и стал депутатом облсовета, членом бюджетной комиссии.
10 декабря 2020 уволен с должности главы Днепропетровской ОГА, его на этом посту сменил Валентин Резниченко.

## Общественная деятельность
Член правления Ассоциации выпускников Киево-Могилянской Академии. А. Бондаренко является инициатором и основателем гранта лучшему преподавателю-выпускнику факультета экономических наук КМА «ПРЕЕМСТВЕННОСТЬ НАУЧНОЙ ДЕЯТЕЛЬНОСТИ». Вместе с однокурсниками факультета экономических наук КМА основал Фонд научных публикаций и командировок для студентов и преподавателей факультета.
Основатель и руководитель ОО «Ассоциация экономического развития» — платформы, которая занимается разработкой и воплощением программ регионального и национального экономического развития, аналитикой и научными аспектами экономики.
Также является членом Попечительского совета и членом Консультативного совета Харьковского гуманитарного университета «Народная украинская академия».
В ноябре 2019 года инициировал проект полной реконструкции Днепровской областной филармонии.
На должности председателя Днепропетровской областной государственной администрации в августе 2020 года основал «Кубок председателя ДнепрOГA по футболу».
Александр Бондаренко является большим поклонником сборной Украины Игры Непокоренных. invictusgames.in.ua. Дата обращения: 25 февраля 2021., которые призваны оказывать новые возможности военнослужащим и ветеранам, которые заплатили высокую цену за преданность своей стране и её жителям. Организовывал спортивные прыжки с парашютом для бойцов АТО/ООС и лиц с инвалидностью.

## Публикации
- Александр Бондаренко: главные причины, которые негативно влияют на госдолг// Finance.ua. — 2022. — 19 января.
- Александр Бондаренко: как я искал деньги на дороги и какие выводы сделал // Finance.ua. — 2020. — 30 сентября.
- Александр Бондаренко: почему у украинцев средняя пенсия $100. И что с этим можно сделать// Finance.ua. — 2021. — 11 августа.
- Бегство бизнеса: как убедить украинские компании не переезжать в ЕС// Європейська правда. — 2022. — 19 мая.  (укр.)
- Взлет разрешен: как искать инвестора для строительства аэропорта// Mind. — 2020. — 2 июня.
- Другая энергетика: как Украине стать экспортером водорода в ЕС// Європейська правда. — 2021. — 26 октября.  (укр.)
- Зачем Украине заводы. nv.ua. Дата обращения: 25 февраля 2021.
- «Зеленый» водород: каковы перспективы для Украины // Mind. — 2022. — 13 января.
- Кандидатские «бонусы»: что дает Украине приближение к членству в ЕС// Європейська правда. — 2022. — 7 июля.  (укр.)
- Нам нужны заводы: с чего начинать (рус.) (укр.). www.epravda.com.ua. Дата обращения: 25 февраля 2021.
- На примере Турции. Как будет работать и когда окупится технопарк при Киево-Могилянской Академии// Новое время. — 2022. — 9 лютого.
- Сколько нужно инвестиций для создания индустриального парка и когда ждать прибыли. nv.ua. Дата обращения: 25 февраля 2021.
- Сколько частному инвестору будет стоить вход в украинскую космическую отрасль. nv.ua. Дата обращения: 25 февраля 2021.

## Награды
Стипендиат Верховной Рады Украины.
Стипендиат фонда Ивана Пулюя.
Стипендиат фонда Райффайзен Банк Аваль.
Победитель всеукраинских соревнований бизнес-планов.
Лучший студент факультета Экономических Наук КМА 2006 — Звезда факультета.

## Личная жизнь
Женат, воспитывают дочь.
Родители по образованию математики, занимаются предпринимательской деятельностью.
Отец кандидат технических наук, доцент, много лет преподавал в различных ВУЗах г. Харьков.